# Le Club des cinq (bande dessinée)
Pour les articles homonymes, voir Club des cinq.
Le Club des cinq est une série de bande dessinée d'aventure française écrite par Serge Rosenzweig et dessinée par Bernard Dufossé ainsi que son successeur Carlo Marcello, d'après le roman éponyme (The Famous Five) de Enid Blyton (1942), sous les éditions de Hachette entre mai 1982 et avril 1986. Certains albums Le Secret des Templiers, Le Cimetière des géants et Le Castel du Baron de fer y sont prépubliés dans Le Journal de Mickey, entre 1983 et 1985.
Abandonnée en 1986, la série est relancée avec le dessinateur Béja en 2016, les romans d'Enid Blyton étant adaptés selon l'ordre chronologique de leurs parutions par le scénariste Nataël.

## Descriptions

### Synopsis
Les aventures du Club des cinq en bande dessinée.

### Personnages
- Claudine "Claude" Dorsel, la cousine de François, Mick et Annie, est un vrai garçon manqué qui, énergique, n'hésite pas à foncer dans ses aventures risquées.
- François Gauthier, l’aîné de la bande, le frère de Mick et Annie, se considère plus réfléchi que sage et reste ferme avec sa cousine irascible Claude.
- Michel "Mick" Gauthier, le facétieux de la bande qui, souvent, tape Claude sur les nerfs, parfois pour un rien.
- Annie Gauthier, la plus jeune et la plus calme du groupe, timide et réservée, est tout le contraire de Claude même si elles s'entendent bien ensemble.
- Dagobert, le chien de Claude
- Capitaine Baillard, le capitaine de la gendarmerie
- Henri Dorsel, le père de Claude
- Cécile Dorsel, la mère de Claude
- Pierre-Louis "Pilou" Lagarde'

## Développement

### La première série (1983-1985)
Le groupe Hachette embauche le scénariste Serge Rosenzweig qui connaît bien l'univers du livre pour enfants et, surtout, il est spécialisé à adapter des ouvrages de la jeunesse pour la télévision, tels que Bouli (1990), Caroline et ses amis (1994) et Highlander (1994). Cet auteur ne reprend pas forcément les œuvres et les personnages de Claude Voilier, à part les héros : il reformule plutôt l'histoire afin que les bandes dessinées attirent les grands adolescents et les jeunes adultes, ressentant la nostalgie du Club des cinq.
Côté dessins, la maison des éditions choisit Bernard Dufossé, ayant déjà de longues carrières derrière lui, avant qu'il ne soit remplacé, au bout des quatre premiers albums, par Carlo Marcello qui avait travaillé pour les magazines Vaillant, Pif Gadget et Le Journal de Mickey.
Le succès n'étant pas au rendez-vous, la série du Club des cinq change de forme en 1986 avec l'arrêt de la publication en album. Une série d'histoires courtes (au format 10 pages) est publiée dans le Journal de Mickey. La série s'arrête finalement en 1987. Le style de dessin et le réalisme n'auront pas conquis le cœur des lecteurs.

#### Adaptations ayant donné lieu à un album
Les scénarios sont librement inspirés du roman de Claude Voilier :
1. Le Trésor du galion d'or, d'après Les Cinq et le galion d'or (1974) ;
2. Le Dieu Inca, d'après Les Cinq font de la brocante (1975) ;
3. Le Secret des Templiers, d'après Les Cinq et le Mystère de Roquépine (1979) ;
4. Le Cimetière des géants, d'après Les Cinq au cap des tempêtes (1972) ;
5. Le Castel du Baron de fer, d'après Le Marquis appelle les Cinq (1972).

#### Adaptations publiées dans le journal de Mickey
Les scénarios sont originaux et les histoires courtes. Aucune publication n'a été faite en album.
|                     | Album Mickey | Magazine Mickey | Date de publication |
| ------------------- | ------------ | --------------- | ------------------- |
| Présumé coupable    |              | 1785            | 09/1986             |
| Le fantôme des mers | 123          | 1789            | 10/1986             |
| Attaque à Kernach   | 123          | 1792            | 10/1986             |
| La valise écarlate  | 123          | 1796            | 12/1986             |
| Joyeux Noël Linda   | 126          | 1818            | 1987                |
| Le fantôme rouge    | 126          | 1823            | 1987                |

### La seconde série (depuis 2017)
En 2014, les éditions Hachette décident de relancer la série à l'initiative de Dominique Burdot, directeur éditorial de la collection Hachette Comics. Celui-ci souhaite confier la reprise de Bécassine, alors également en cours, au dessinateur Béja qui ne se montre pas intéressé par la manière dont la reprise est envisagée. Dominique Burdot lui parle alors du Club des cinq, ce qui interpelle Béja, qui se remémore les ambiances qui l’avait « émoustillées » quand il était enfant, qui réalise alors quelques planches d'essai, lesquelles sont validées par les ayants droit d'Enid Blyton. Après quelques atermoiements, le projet est finalement validé en 2016. Sur cette série, Béja retrouve son père, le scénariste Nataël, avec lequel il a déjà collaboré par le passé,,, les couleurs étant réalisées par sa sœur Élodie K. Salinas.
Les médias se sont faits largement l'écho de cette nouvelle reprise avec divers articles dans des quotidiens (Le Figaro, La Dépêche du Midi,, Le Parisien, Télérama…), des reportages dans le journal télévisé de TF1 et sur France Bleu.

#### Adaptations
Les scénarios sont librement inspirés des romans d'Enid Blyton :
1. Le Club des cinq et le Trésor de l'île (adaptation de l'aventure du même nom), 2017 ;
2. Le Club des cinq et le Passage secret (adaptation de l'aventure du même nom), 2018 ;
3. Le Club des cinq contre-attaque (adaptation de l'aventure du même nom), 2019 ;
4. Le Club des cinq en vacances (adaptation de l'aventure du même nom), 2019 ;
5. Le Club des cinq en péril (adaptation de l'aventure du même nom), 2020 ;
6. Le Club des cinq et le Cirque de l'étoile (inspiré librement de l'aventure du même nom), 2021.
7. Le Club des cinq en randonnée, (adaptation de l'aventure du même nom), 2022.

## Publications

### Revue
Ce n'est qu'à partir du troisième tome Le Secret des Templiers qui se complète entièrement dans Le Journal de Mickey de cinquante-six pages, no 1641 du 11 décembre 1983. Une nouvelle, sinistre et énigmatique aventure Le Cimetière des géants obsède les pages à suivre du no 1657 au no 1667, à dater du 1er avril 1984. La couverture du no 1725 annonce le retour du Club des cinq avec Le Castel du Baron de fer, le 21 juillet 1985, en quatre semaines.
Entre 1986 et 1987, six récits complets en moyenne de dix planches se dessinent avec les mêmes auteurs de la série, dont les titres inédits Présumé coupable (no 1785, Le Fantôme des mers (no 1789, Attaque à Kernach (no 1792, La Valise écarlate (no 1796, Joyeux Noël, Linda (no 1818 et Le Fantôme rouge (no 1823 semblent être inspirés de l'auteur des Famous Five.

### Albums

#### Première série (1983-1985)
- 1 Le Trésor du galion d'or, Hachette, 1982
Scénario : Serge Rosenzweig - Dessin : Bernard Dufossé
- 2 Le Dieu inca, Hachette, 1982
Scénario : Serge Rosenzweig - Dessin : Bernard Dufossé
- 3 Le Secret des Templiers, Hachette, 1983
Scénario : Serge Rosenzweig - Dessin : Bernard Dufossé
- 4 Le Cimetière des géants, Hachette, 1984
Scénario : Serge Rosenzweig - Dessin : Bernard Dufossé
- 5 Le Castel du Baron de fer, Hachette, 1985
Scénario : Serge Rosenzweig - Dessin : Carlo Marcello
- 6 Le Gouffre du diable, Hachette, 1986
Scénario : Serge Rosenzweig - Dessin : Carlo Marcello - Couleurs : Anne-Marie Marcello

#### Seconde série (depuis 2017)
Les albums sont cartonnés couleurs de trente-deux planches chacun, publiés par Hachette dans sa collection Hachette Comics :
- 1 Le Club des cinq et le Trésor de l'île, Hachette, (ISBN 978-2-01-290551-1), 2017
Scénario : Nataël - Dessin et couleurs : Béja
- 2 Le Club des cinq et le Passage secret, Hachette, (ISBN 978-2-01-401813-4), 2018
Scénario : Nataël - Dessin : Béja - Couleurs : Élodie K. Salinas
- 3 Le Club des cinq contre-attaque, Hachette, (ISBN 978-2-01-704468-0), 2019
Scénario : Nataël - Dessin : Béja - Couleurs : Élodie K. Salinas
- 4 Le Club des cinq en vacances, Hachette, (ISBN 978-2-01-704477-2), 2019
Scénario : Nataël - Dessin : Béja - Couleurs : Élodie K. Salinas
- 5 Le Club des cinq en péril, Hachette, (ISBN 978-2-01628-403-2), 2020
Scénario : Nataël - Dessin : Béja - Couleurs : Élodie K. Salinas
- 6 Le Club des cinq et le cirque de l'étoile, Hachette, (ISBN 978-2-01628-415-5), 2021
Scénario : Nataël - Dessin : Béja - Couleurs : Élodie K. Salinas
- 7 Le Club des cinq en randonnée, Hachette, (ISBN 978-2-01716-865-2), 2022
Scénario : Nataël - Dessin : Béja - Couleurs : Élodie K. Salinas